# 幽靈新人種
《幽靈新人種》（英語：Beyond Re-Animator）是一部2003年的恐怖電影，由布萊恩·尤茲納執導，傑佛瑞·可姆斯、傑森·貝瑞、埃尔莎·帕塔奇、西門·安德魯和桑帝亞戈·席古拉主演。這是《幽靈人種》電影系列的第三部，也是最後一部。

## 剧情
在過去的13年裡，赫伯特·韦斯特医生因他创造的丧尸杀了人而一直在監獄服刑。
由於監獄醫療中心的物資匱乏，韦斯特医生只能對老鼠進行極其基本的實驗。然而，物資匱乏並不妨礙他發現复活過程中的一個關鍵要素。韦斯特医生發現了“NPE”（納米等離子體能量），這是一種可以通過類似觸電的過程從生物體大腦中提取的能量，並能够將其存儲在一個類似於小燈泡的膠囊中。然後，該膠囊可以連接到屍體上，與韦斯特之前開發的試劑結合使用，使死者恢復到活灵活现的狀態。NPE防止了先前实验中出現的退化现象，即復活的人不再只是無意識的丧尸。與試劑一起使用，復活的屍體會恢復技能、記憶和運動功能，幾乎完全像正常人一樣。
一位名叫霍華德·菲利普斯的年輕醫生來到監獄工作，韋斯特被指派協助這位新醫生。由於菲利普斯對韋斯特医生的研究感興趣，韋斯特终于能夠獲得所需的物資和工具，將他的實驗提升到新水平。據透露，菲利普斯小时候，十几岁的姐姐被韦斯特的丧屍殺死，菲利普斯看到韋斯特被警察帶走，现在他來到監獄的明確目的是要與他合作。儘管菲利普斯很感興趣，但他在道德上仍然不願意讓韋斯特的研究完全完成。與此同時，記者勞拉·奧爾尼在監獄里為她的報紙撰写一篇報導，與菲利普斯醫生相遇並開始了戀情，他們墜入愛河。監獄長也迷戀勞拉，想要引誘勞拉，但勞拉反抗，監獄長憤怒之下殺了她。
勞拉的死讓菲利普斯医生深受打擊，于是同意帮助韋斯特医生实现願望，他的實驗真正獲得了新生。韋斯特和菲利普斯利用NPE使勞拉復活，不过很快就發現韋斯特過去研究的危險副作用仍然存在於NPE中。最終，監獄長發現了韋斯特的實驗並採取行動将其中止，但他被韋斯特殺死，隨後又被注射试剂复活。韋斯特使用另一囚犯的寵物鼠的NPE，让監獄長的行為產生了一些意想不到的副作用。隨著騷亂爆發，監獄陷入徹底混亂，試劑在人群中传播，很快就不清楚誰死了、誰還活著。
當血腥的監獄騷亂最終平息後，菲利普斯正在勞拉被斬首的屍體上哭泣，韋斯特趁警衛没发现，偷走了菲利普斯的身份證，逃离了监狱。警察和當局控制了監獄，菲利普斯被拖走了，他和勞拉的頭開始大笑。赫伯特·韋斯特在監獄外戴上眼鏡，消失在夜色中，准备繼續他的研究。